# Río Armona
El río Armona (en lituano: Armona upé) es un curso de agua ubicado en la provincia de Vilna, en Lituania. Es un afluente del río Šventoji.
La naciente del río se ubica a 4 kilómetros al suroeste de Siesikai, luego fluye hacia el sudeste, conectándose con el lago Siesikų y bordeando el casco urbano de Deltuva. Desagua en el río Šventoji, a 8 kilómetros al sur de Ukmergė.
El río tiene una longitud de 30 km, un ancho de 5 a 8 metros y una profundidad de entre 0,5 y 2 metros. El caudal medio es de 1,25 m³/s y durante el verano puede secarse. La superficie de la cuenca es de 219 km².